# AxKit
AxKit（アックスキット）は、Apache HTTP Serverのmod_perlで利用できる、XML技術を使ったウェブ出版フレームワークである。Apache Atticに移管され2009年8月に開発を終了した。